# Theeglas

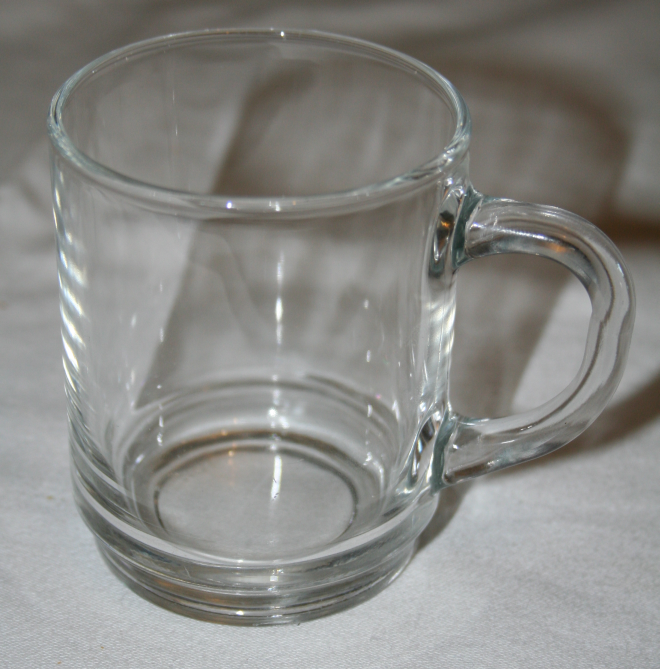
Een theeglas

Een theeglas is een glazen beker. Het is algemeen ingeburgerd thee uit een glas te drinken. Theeglazen zijn in principe hittebestendig en kunnen dus voor allerlei warme dranken gebruikt worden. Dergelijke glazen mogen niet in de glasbak: door de afwijkende smelttemperatuur zouden ze de verwerking van het ingezamelde glas verstoren.
Sommige theeglazen zijn dubbelwandig opdat de thee minder snel afkoelt.
De inhoud van de meeste theeglazen is ongeveer 0,25 liter.
Het drinken van thee uit glas is in de jaren '60 van de twintigste eeuw populair geworden. De thee zou beter smaken dan uit een toen meer algemeen gebruikte aardewerken kopje. Het wordt voornamelijk als goedkoop alternatief (vanwege de smaak) voor porselein gebruikt.